# 효광초등학교
효광초등학교는 대한민국 광주광역시 서구에 있는 초등학교다.

## 학교 연혁
- 1990년 3월 1일 초대 최량 교장 부임
- 1990년 3월 30일 효광국민학교로 개교
- 1996년 3월 1일 효광초등학교로 개칭
- 2015년 2월 17일 제25회 졸업식(66명)
- 2015년 3월 1일 제13대 임승정 교장 부임

## 참고 자료
- 효광초등학교 - 한국교육학술정보원 학교알리미